# Acoustique Electrick Sessions 2020
『Acoustique Electrick Sessions 2020』（アコースティック エレクトリック セッションズ 2020）は、ロックバンド・凛として時雨のギター・ボーカルであるTKがTK from 凛として時雨名義として、2021年4月14日にソニー・ミュージックアソシエイテッドレコーズから発売された1枚目のライブ・アルバム。

## 概要
Blu-rayには、2020年12月にアコースティック編成で行われた配信ライブ『Acoustique Electrick Session for 0』の映像を収録、また配信では未公開である、TKがピアノを弾き語りする「tokio」の映像が新たに追加収録されている。同梱のCDには同編成でBillboard Liveを回ったツアー「Acoustique Electrick Session vol.2」のライブ音源に加え、配信ライブより「Missing ling」「tokio」の音源も収録されている。マスタリングにはアメリカのSterling Soundからテッド・ジェンセンが参加している。
2021年4月14日に、EP『yesworld』と同時リリースされた。
| 形態           | 規格       | 規格品番     |
| -------------- | ---------- | ------------ |
| 完全生産限定盤 | CD+Blu-ray | AICL-4044～5 |

## 収録曲
| 全作詞・作曲: TK from 凛として時雨。 |                                                      |                      |                      |       |
| #                                    | タイトル                                             | 作詞                 | 作曲・編曲           | 時間  |
| 1.                                   | 「Introduction」                                     | TK from 凛として時雨 | TK from 凛として時雨 | 01:51 |
| 2.                                   | 「Dramatic Slow Motion」                             | TK from 凛として時雨 | TK from 凛として時雨 | 05:38 |
| 3.                                   | 「凡脳」                                             | TK from 凛として時雨 | TK from 凛として時雨 | 03:28 |
| 4.                                   | 「reframe」                                          | TK from 凛として時雨 | TK from 凛として時雨 | 04:40 |
| 5.                                   | 「contrast」                                         | TK from 凛として時雨 | TK from 凛として時雨 | 07:00 |
| 6.                                   | 「katharsis」                                        | TK from 凛として時雨 | TK from 凛として時雨 | 04:49 |
| 7.                                   | 「Shinkiro」                                         | TK from 凛として時雨 | TK from 凛として時雨 | 05:17 |
| 8.                                   | 「蝶の飛ぶ水槽」                                     | TK from 凛として時雨 | TK from 凛として時雨 | 06:45 |
| 9.                                   | 「片つ」                                             | TK from 凛として時雨 | TK from 凛として時雨 | 05:03 |
| 10.                                  | 「P.S. RED I」                                       | TK from 凛として時雨 | TK from 凛として時雨 | 06:13 |
| 11.                                  | 「unravel」                                          | TK from 凛として時雨 | TK from 凛として時雨 | 05:18 |
| 12.                                  | 「Fantastic Magic」                                  | TK from 凛として時雨 | TK from 凛として時雨 | 05:17 |
| 13.                                  | 「Missing ling」(Acoustique Electrick Session for 0) | TK from 凛として時雨 | TK from 凛として時雨 | 06:25 |
| 14.                                  | 「tokio」(Acoustique Electrick Session for 0)        | TK from 凛として時雨 | TK from 凛として時雨 | 05:24 |

| 全作詞・作曲: TK from 凛として時雨。 |                          |                      |                      |
| #                                    | タイトル                 | 作詞                 | 作曲・編曲           |
| 1.                                   | 「Dramatic Slow Motion」 | TK from 凛として時雨 | TK from 凛として時雨 |
| 2.                                   | 「凡脳」                 | TK from 凛として時雨 | TK from 凛として時雨 |
| 3.                                   | 「reframe」              | TK from 凛として時雨 | TK from 凛として時雨 |
| 4.                                   | 「contrast」             | TK from 凛として時雨 | TK from 凛として時雨 |
| 5.                                   | 「Shinkiro」             | TK from 凛として時雨 | TK from 凛として時雨 |
| 6.                                   | 「Signal」               | TK from 凛として時雨 | TK from 凛として時雨 |
| 7.                                   | 「katharsis」            | TK from 凛として時雨 | TK from 凛として時雨 |
| 8.                                   | 「蝶の飛ぶ水槽」         | TK from 凛として時雨 | TK from 凛として時雨 |
| 9.                                   | 「unravel」              | TK from 凛として時雨 | TK from 凛として時雨 |
| 10.                                  | 「片つ」                 | TK from 凛として時雨 | TK from 凛として時雨 |
| 11.                                  | 「P.S. RED I」           | TK from 凛として時雨 | TK from 凛として時雨 |
| 12.                                  | 「Missing ling」         | TK from 凛として時雨 | TK from 凛として時雨 |
| 13.                                  | 「tokio」                | TK from 凛として時雨 | TK from 凛として時雨 |

## ライブ解説

### TK from 凛として時雨 Acoustique Electrick Session vol.2
東京・Billboard Live TOKYOからスタートし、大阪・Billboard Live OSAKA、神奈川・Billboard Live YOKOHAMAの3公演が開催された、TK from 凛として時雨としては1年ぶりとなる有観客ライブツアー。サポートメンバーには、ドラムセットにBOBO、ベースに吉田一郎不可触世界、ピアノにちゃんMARI、ヴァイオリンに須原杏を迎えている。

### TK from 凛として時雨 Acoustique Electrick Session for 0
2020年12月25日に開催された、TK from 凛として時雨の初となるアコースティック編成による配信ライブ。『Acoustique Electrick Session vol.2』と同じ編成で行われ、すべての楽曲に原曲とは違うアレンジをTK自ら施しており、2020年4月にリリースされたアルバム『彩脳』から選曲もされているスペシャルセットとなった。監督は最勝健太郎が務め、チケットは12月22日正午から発売開始された。
OKMusicとのインタビューでTKは、大胆にアレンジを変えたのが印象的だったと言い、「もう少し自分が作った完成形に対してライヴならではの表現の仕方というものがあってもいいのかなと思えたセッションでした」と語っている。